# Richard Ellmann
Richard David Ellmann (15. března 1918 – 13. května 1987) byl americký literární kritik a historik. K jeho nejvýznamnějším dílům patří biografie Jamese Joyce, Oscara Wildea a Williama Butlera Yeatse. Za Joyceovu biografii získal roku 1959 National Book Award v kategorii literatury faktu. Za Wildeovu biografii získal roku 1989 Pulitzerovu cenu, ovšem již posmrtně.